# Årekärr
Årekärr är en bygd och (tidigare) by i Göteborgs kommun. Bygden består av en uppodlad och delvis bebyggd dalgång med färre än 50 invånare, två kilometer östnordöst om Billdal. Före skiftesreformerna på 1800-talet var bebyggelsen i stort sett centrerad kring en sammanhållen by med ett halvdussin gårdar i den sydvästra delen av dalen.
Strax sydväst om Årekärr ligger Billdals kyrkogård, och söder om denna småorten (villaområdet) Ambjörnhagen. I princip hela Årekärrsdalen ligger inom Sandsjöbacka naturreservat. Årekärr har tillhört Askims socken genom nästan hela sin kristna historia; från tidigt 1700-tal och 100 år framåt var man dock del av Fässbergs socken i norr.

## Geografi
Årekärr är beläget i den östligast uppodlade ådalen i Billdal i Askims socken. Den ligger till största delen inom Sandsjöbacka naturreservat och har i väster en besöksparkering, där reservatet börjar. Nära parkeringen finns Årekärrslunden, ett rikt lövskogsområde med skalförande leror och grönstensberg och där det växer bland annat gulsippa, blåsippa och vätteros.
Dalen omges av berg med mossar och (mindre) sjöar. I sydöst finns den lilla badsjön Svarttjärn) (även Svarttjärnen), i öster och nordöst mossar samt småsjöarna Vägetjärn och Tutjärn och i norr Fisjön och Oxsjön. Årekärrsbäcken, som dränerar dalen med omgivningar, rinner mot sydväst och mot det öppna landskapet på Stolts hed (i lokalt tal He'a) vid Billdals kyrkogård och vidare mot Billdal. Där bäcken tar sig ut ur dalen finns forsar där man tidigare haft en vattenkvarn som malt bygdens säd.

## Historik

### Äldre tid
Årekärr ligger isolerat längst i öster i Billdal men har detta till trots en lång historia som jordbruksbygd. Enligt Västra Frölunda och Askims krönika (Hörnman, 1932) har bygden ett namn som antyder en sådan öppen mark som började brukas under yngre stenåldern eller bronsåldern.

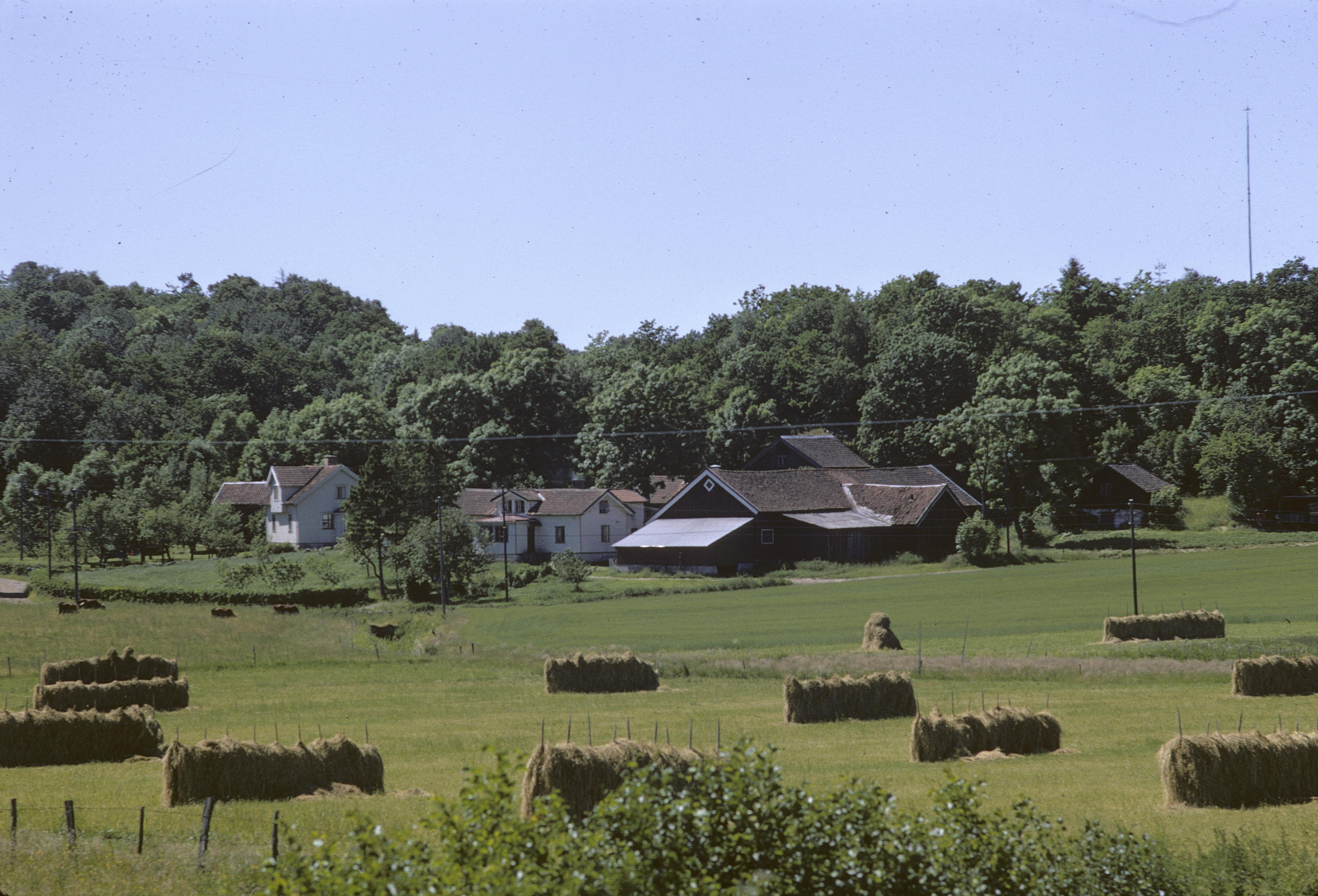
Sommaren 1968 var det fortfarande hässjning som gällde för höet. Gabrielssons gård och den mindre Perssons gård ligger kvar där hela Årekärrs by en gång var belägen. Den gamla byvägen gick en gång, när kärret i förgrunden verkligen var ett kärr, ovanför boningshusen.

### 1600-talet till 1800-talet
På 1600-talet (1642) fanns i byn Årekärr ett halvdussin åbor (gårdar). Detta var då endast hälften av det dussin brukningsdelar som en by skulle ha enligt stadgan i den gamla Västgötalagen. Årekärrs by och den öppna dalen i öster kallas än idag på kartor för Stora Årekärr, medan det lilla hemmanet längst i väster, där dalen är trängre, benämns Lilla Årekärr. Allmänna svårigheter att driva jordbrukandet i Askims socken så att det blev något över till skatter gjorde under 1600- och 1700-talet att många byar fick lov att reducera sin mängd hemman. Lilla Årekärr gick under den tiden från 1 till 1/2 hemman.
Vissa gränsförändringar har genom seklen gjorts mellan Askim och angränsande socknar. 1885 flyttades en gård i norr från Fässbergs socken till Askim. Å andra sidan tillhörde hela Stora Årekärr under 100 års tid – från början av 1700-talet och 100 år framåt – Fässbergs socken. Sockengöromål och transporter mellan Årekärr och övriga delar av socknen måste då göras via den gamla leden över skogen österut till Kållereds socken. Årekärr var nämligen endast förbundet med resten av Fässberg genom det bergiga och väglösa området vid Fisjön i norr.
Askims socken har sedan gammalt varit en gränsbygd mellan länder. Den osäkra nationella hemvisten var en av orsakerna till att Askim, liksom andra härader i regionen, inte lockade adeln att slå sig ner här. Först efter att Älvsborgs län 1619 definitivt blivit svenskt finns noteringar om adliga gårdar i trakten. Fram till mitten av 1700-talet blev adliga förläningar allt vanligare i socknen, och bland annat blev Årekärr (både Stora och Lilla Årekärr) vid den tiden frälsehemman. Hundra år senare var dock många av gårdarna i socknen friköpta av bönderna själva, bland annat i Årekärr.
Förr användes vattenkvarnar och mindre skvaltkvarnar för att mala jordbrukarnas säd till mjöl. I Dammet (= dämmet på Årekärrsbäcken) precis norr om Årekärrsdalen har det funnits minst en skvaltkvarn, och vid forsen där bäcken rinner ut ur dalen ligger fortfarande en kvarnsten som minne av den vattenkvarn som fanns där för något sekel sedan. En av Årekärrs kvarnar kom till runt 1680, enligt en rättstvist mellan det dåvarande militiebostället i Lilla Årekärr och åborna i Stora Årekärr; rätten beslutade då att båda hemmanen skulle bidra lika mycket till kvarnbygget. År 1826 finns noterat att Lilla och Stora Årekärr hade en kvarn var, som var och en producerade mjöl av 6–7 tunnor spannmål om året. Åtminstone en av kvarnarna var fortfarande i drift år 1863.

### 1800-talet till idag
I (början av) 1800-talet splittrades Årekärrs by. I samband de svenska skiftesreformerna under 1800-talet (möjligen under Laga skifte på 1840-talet[källa behövs]) flyttades fem av Stora Årekärrs sex gårdar ut till nya platser i dalen. Möjligen hamnade tre av gårdarna sydöst om Årekärrsbäcken ("Elanders", "Sme'ns" och "Flatera"), medan resten blev kvar nordväst om bäcken ("Paulssons", "Jönssons" och "Gabrielssons" – den sistnämnda kvar på platsen för byn). Sedan mitten av 1900-talet har gården "Sme'ns" rivits och de gamla byggnaderna på "Flatera" ersatts av nya.
Skiftesreformerna berörde i mindre grad det avsides liggande Lilla Årekärr, som bara bestod av en gård och länge var ett "militiehemman" utefter vägen mellan Tråkärrsslätt och Billdal. Tråkärrsslätt ("Slätta") var en uppodlad dal på andra sidan skogen i söder och som i sin södra ände i gammal tid blockerades av den gamla landgränsen mellan Sverige och Danmark. Så bönderna i denna dal, den mest sydostliga i Askims socken, tvangs köra genom skogen och förbi Lilla Årekärr för att ta sig till övriga delar av socknen.
Genom sitt än idag välbevarande kulturlandskap ingår Årekärr och det angränsande Tråkärrsslätt i Göteborgs Stads program för bevarande av "Kulturhistoriskt värdefull bebyggelse".

Årekärr, juli 1968. I det här panoramat (skapat av sex olika foton) syns tre av Årekärrsdalens sex eller sju gårdar – "Jönssons", "Pålssons" och "Flatera". En fjärde, idag riven gård ("Sme'ns") skymtar vid skogen i den nedre högra bildkanten. Direkt till vänster om bilden ligger "Gabrielssons" (se bild ovan). I bergen uppe till höger ligger Dammet, där man tidigare hade en mindre kvarn som malde bygdens säd. Foton: Jan Gabrielsson.

## Verksamheter
I Årekärr och runt omkring finns idag flera mindre jordbruk samt en utspridd gårds- och villabebyggelse. Vid sidan av de utflyttade gårdarna (se ovan) har ett antal villor byggts under loppet av 1900-talet. Sedan bildandet av Sandsjöbacka naturreservat 1969 får i princip inga fler fastigheter bebyggas inom reserveratets gränser. Idag består därför karaktären av jordbruksbygd, även om det aktiva jordbruket successivt fått minskad betydelse.
Vid Stolts hed väster om själva Årekärr verkar idag Årekärrs ridklubb, som delvis tagit över tidigare jordbruksmark. Dessutom arrenderar klubben mark i själva Årekärr (delen i väster som kallas Lilla Årekärr). Utöver detta finns i själva Årekärrsdalen två hästgårdar – Olofssons stall (före detta Elanders gård)och före detta Jönssons gård.